# 平野站 (福島縣)
平野站（日语：／ Hirano eki */?）是位於福島縣福島市飯坂町平野字堂之前16號，福島交通的飯坂線車站。

## 歷史
- 1925年（大正14年）6月20日 - 飯坂電車明神町站啟用。
- 1927年（昭和2年）8月15日 - 車站改名為平野站[1]。

## 車站構造
此站是地面車站，設有1面1線的單式月台。
在早上和黃昏設有車站職員當值。站內設有乘車證明票發行機。

## 使用狀況
在2010年度的乘車人次為310人。
以下為近年1日平均上落、乘車人次列表：
| 年度   | 1日平均 乘車人次 | 1日平均 上下車人次 |
| ------ | ---------------- | ------------------ |
| 2010年 | 310              |                    |
| 2011年 |                  | 593                |
| 2012年 |                  | 651                |
| 2013年 |                  | 607                |
| 2014年 |                  | 744                |
| 2015年 |                  | 654                |
| 2016年 |                  |                    |
| 2017年 |                  |                    |
| 2018年 |                  | 756                |

## 車站周邊
- JA福島未來（日语：ふくしま未来農業協同組合）飯坂南分店
- 平野郵局
- 東屋沼神社（日语：東屋沼神社）
- 福島県道3號福島飯坂線（日语：福島県道3号福島飯坂線）
- 國道13號
- 東北自動車道福島飯坂交匯處（日语：福島飯坂インターチェンジ）

## 相鄰車站
福島交通
飯坂線
櫻水－平野－醫王寺前

## 注腳
1. ↑  今尾惠介監修《日本鉄道旅行地図帳 2号 東北》新潮社，2008年，p.27
2. ↑  福島市公共交通活性化基本計画PDF（日語） - 福島市，2012年，22頁
3. ↑  國土數値情報(不同車站上落客數據)2011-2015年  （页面存档备份，存于）（日語） - 國土交通省，國土數値情報(不同車站上落客數據)2018年  （页面存档备份，存于） - 國土交通省，2019年9月3日參閲

## 外部連結
- 福島交通 - 飯坂線 平野站 （页面存档备份，存于）（日語）